# کن مکنزی
کن مکنزی (انگلیسی: Ken MacKenzie؛ زادهٔ مارس ۱۹۶۴) کارآفرین و مدیر ارشد اجرایی اهل کانادا است، که هم‌اکنون بعنوان رئیس هیئت مدیره شرکت بی‌اچ‌پی بیلیتون فعالیت می‌کند. وی پیشتر در فاصله سالهای ۲۰۰۵ تا ۲۰۱۵ مدیرعامل شرکت آمکور بود.